# Sapajou (pseudonyme)
Cet article concerne le pseudonyme. Pour le singe d'Amérique, voir Sapajou.
Cet article court présente un sujet plus développé dans : Gabriel de Lurieu.
Sapajou est un pseudonyme collectif utilisé au XIXe siècle par les dramaturges français Gabriel de Lurieu, Armand d'Artois et Francis de Lurieu.